# Jürgen Thiele
Jürgen Thiele (født 8. august 1959 i Altenburg) er en tysk tidligere roer og olympisk guldvinder.

## Karriere

### Roning
Thieles første store internationale resultater opnåede han i firer uden styrmand, hvor han i 1976 var med til at vinde junior-VM for DDR, mens det året efter blev til sølvmedaljer ved junior-VM.
Østtyskerne havde domineret firer med styrmand på seniorniveau i slutningen af 1970'erne og var derfor store favoritter ved OL 1980 i Moskva. Her kom Thiele med i stedet for Wolfgang Mager, men ellers bestod besætningen af verdensmestrene fra 1979: Andreas Decker, Siegfried Brietzke og Stefan Semmler. Med sikker sejr i indledende heat kvalificerede de sig direkte til finalen, og her var østtyskerne igen overlegne og vandt med mere end tre sekunders forspring til Sovjetunionen på andenpladsen, mens Storbritannien vandt bronze.
Han kom senere med i otteren og var med til at blive nummer fire ved VM 1981, og i 1983 opnåede han samme resultat i fireren uden styrmand. Han blev desuden østtysk mester i fireren i 1983.

### Senere karriere
Thiele var udlært elektromekaniker og arbejdede ved Leipzig hovedbanegård indtil den tyske genforening. Han blev senere ansat ved Technischer Überwachungsverein (TÜV) i Leipzig.

## OL-medaljer
- 1980:  Guld i firer uden styrmand